# کارل سیلفورشتراند
کارل سیلفورشتراند (انگلیسی: Carl Silfverstrand؛ ۹ اکتبر ۱۸۸۵ – ۲ ژانویه ۱۹۷۵) ژیمناست، ورزشکار پرش طول و پرش با نیزه اهل سوئد بود.